# Poa gayana
Poa gayana là một loài cỏ trong họ hòa thảo, thuộc chi poa.